# Союз філателістів України
Союз філателістів України (нім. Ukraine-Philatelisten Verband e.V.) — заснований німцями у 1920 році в Берліні, існував до 2005 року. Його метою було вивчення наддруків тризубів на поштових марках Російської імперії, зроблених поштовими округами з наказу влади Української Держави від 20 серпня 1918. З 1934 року також плекання української філателії і перевірку правдивості наддруків і штемпелів, щоб вилучити з обігу сфальшовані пізніше марки.
Головою Союзу філателістів України був впродовж 35 років Рудольф Зайхтер (1889—1977), який разом з Вільгельмом Тойбером (1882—1953) у 1947 році видав єдиний досі підручник «Sonder-Katalog Ukraine 1918 — 20», (виправлені видання 1956 і 1966), низку інших праць і доповнень до каталогів, а свої збірки українських поштових марок експонував у Європі й Америці.
З 1975 року Союз філателістів України очолював Ганс Вернер.
Орган Союзу Філателістів України «Der Ukraine-Philatelist» (з 1952; 29 чоловік), кількість членів близько 50 (у минулому — близько 100).